# Áustria Nazista
A Áustria fez parte da Alemanha Nazista de 13 de março de 1938 (um evento conhecido como Anschluss) até 27 de abril de 1945, quando a Áustria controlada pelos Aliados declarou independência da Alemanha Nazista.
As tropas da Alemanha nazista entrando na Áustria em 1938 receberam o apoio entusiástico da maioria da população.  Durante a Segunda Guerra Mundial, 950.000 austríacos lutaram pelas forças armadas alemãs nazistas. Outros austríacos participaram da administração nazista, desde os campos de extermínios nazistas até cargos políticos; a maioria dos burocratas que implementaram a Solução Final eram austríacos.  
Após a Segunda Guerra Mundial, muitos austríacos buscaram conforto no mito da Áustria como a primeira vítima dos nazistas.  Embora o Partido Nazista tenha sido prontamente banido, a Áustria não teve o mesmo processo minucioso de desnazificação imposto à Alemanha do pós-guerra. Na falta de pressão externa por reforma política, facções da sociedade austríaca tentaram por muito tempo defender a visão de que o Anschluss era apenas uma imposição de governo pela Alemanha Nazista.  Em 1992, o assunto da pequena minoria que formou uma resistência austríaca, contra a grande maioria dos austríacos que participaram da máquina de guerra nazista, tornou-se um assunto proeminente do discurso público. 
No Knesset israelense em 1993, o chanceler austríaco Franz Vranitzky reconheceu a responsabilidade compartilhada dos austríacos pelos crimes nazistas. 

## História

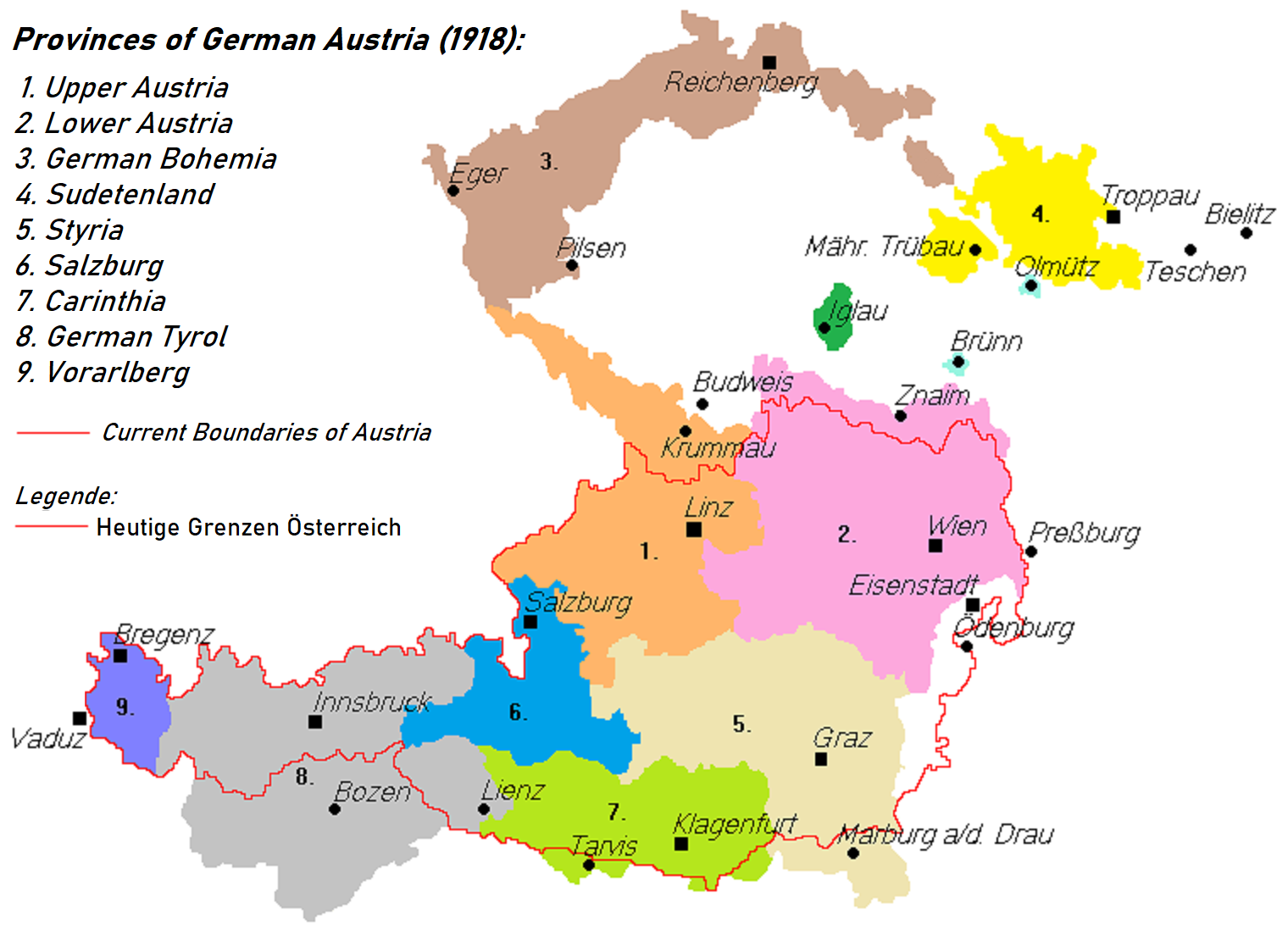
Um mapa mostrando as províncias reivindicadas pela República da Áustria-Alemanha em 1918

As origens do nazismo na Áustria foram contestadas e continuam a ser debatidas.  O professor Andrew Gladding Whiteside considerou o surgimento de uma variante austríaca do nazismo como produto do conflito germano-tcheco do Império Austríaco multiétnico e rejeitou a visão de que era um precursor do nazismo alemão. 
Em 1918, no final da Primeira Guerra Mundial, com o desmembramento do multiétnico Império Austro-Húngaro e com a abolição da monarquia dos Habsburgos, havia três grandes grupos políticos competindo entre si na jovem república da Áustria: o Partido Social-Democrata da Áustria (SDAP), o Partido Social Cristão (CS) e a nacionalista Grande União Alemã (Großdeutsche Vereinigung), que se tornou o Partido Popular da Grande Alemanha (Großdeutsche Volkspartei, ou GVP) em 1920. Na época, partidos menores, como o Partido Comunista da Áustria (Kommunistische Partei Österreichs, ou KPÖ) e os nacional-socialistas austríacos (Deutsche Nationalsozialistische Arbeiterpartei, ou DNSAP) não estavam presentes no Reichsrat (Conselho Imperial) nem no Nationalrat (Conselho Nacional).
SDAP, GVP e DNSAP claramente, embora por razões diferentes, favoreciam uma união da Áustria Alemã com o estado alemão, que também era uma república na época (República de Weimar). A CS também tendia a favorecer a união, mas divergia a princípio em um assunto diferente - eles estavam divididos sobre a ideia de continuar a monarquia em vez de uma república. Enquanto apenas o KPÖ falou decididamente contra a anexação no decorrer das décadas de 1920 e 1930, os monarquistas originalmente se manifestaram contra a anexação e depois se voltaram a favor dela, depois que a República Soviética da Baviera falhou e a Alemanha tinha um governo conservador. O Tratado de Saint-Germain-en-Laye, assinado em 10 de setembro de 1919 por Karl Renner (SDAP), primeiro chanceler da república, proibiu claramente qualquer união com a Alemanha, aboliu a monarquia e declarou claramente a Primeira República Austríaca como um país independente. 

## Primeira República Austríaca
A Primeira República Austríaca irritou muitos pan-alemães austríacos que alegaram que a república violou os Quatorze Pontos anunciados pelo presidente dos Estados Unidos, Woodrow Wilson, durante as negociações de paz, especificamente o direito à "autodeterminação" de todas as nações. 
A vida e a política nos primeiros anos foram marcadas por sérios problemas econômicos (perda de áreas industriais e recursos naturais na agora independente Tchecoslováquia, hiperinflação) e uma tensão cada vez maior entre os diferentes grupos políticos. De 1918 a 1920, o governo foi liderado pelo Partido Social Democrata e mais tarde pelo Partido Social Cristão em coalizão com os nacionalistas alemães.
Em 31 de maio de 1922, o prelado Ignaz Seipel tornou-se chanceler do governo social cristão. Ele conseguiu melhorar a situação econômica com a ajuda financeira da Liga das Nações (reforma monetária). Ideologicamente, Seipel era claramente anticomunista e fez tudo ao seu alcance para reduzir, tanto quanto possível, a influência dos social-democratas - ambos os lados viram isso como um conflito entre duas classes sociais.
O exército da Áustria foi limitado a 30.000 homens pelos aliados e a força policial estava mal equipada. Já em 1918 os primeiros homeguards foram estabelecidos como o Kärntner Abwehrkampf. Em 1920, no Tirol, o primeiro Heimwehr foi colocado em serviço sob o comando de Richard Steidle com a ajuda da organização bávara Escherich. Logo outros estados se seguiram. Em 1923, membros do monarquista "Ostara" mataram um trabalhador a tiros e os social-democratas fundaram sua própria organização protetora. Outros grupos paramilitares foram formados por ex-soldados ativos e membros da Igreja Católica Romana. Os Vaterländische Schutzbund (Protetores da Pátria) eram nacional-socialistas. Mais tarde, eles começaram o Sturmabteilung austríaco (SA).
O Partido dos Trabalhadores Alemães já havia sido fundado na Boêmia já em 1903. Fazia então parte do império austro-húngaro. Apoiou o nacionalismo alemão e o anticlericalismo, mas a princípio não foi particularmente antissemita. Este partido representava principalmente fazer da Áustria e dos alemães austríacos uma parte da Alemanha. Em 1909, o advogado Walter Riehl juntou-se ao partido e tornou-se líder em 1918. Logo depois disso, o nome foi mudado para Partido dos Trabalhadores Nacional-Socialistas Alemães ( Deutsche Nationalsozialistische Arbeiterpartei; DNSAP). Após a queda da monarquia, o partido se dividiu em um partido tchecoslovaco e um austríaco sob Riehl. A partir de 1920, este partido austríaco cooperou estreitamente com o Partido dos Trabalhadores Alemães (DAP) formado em Munique e depois com o Partido Nacional Socialista dos Trabalhadores Alemães (Nationalsozialistische Deutsche Arbeiterpartei; NSDAP), que Adolf Hitler liderou depois de 1921. Em 1923, o partido de Riehl tinha cerca de 23.000 membros e era um fator marginal na política austríaca. Em 1924 houve outra divisão e Karl Schulz liderou um grupo dissidente. Os dois se opuseram. Em 1926, Richard Suchenwirth fundou a filial austríaca do partido nacional-socialista alemão de Hitler em Viena. Naquela época, Benito Mussolini formou sua ditadura fascista na Itália e se tornou um importante aliado da extrema direita.
Os nacional-socialistas austríacos ligados a Hitler (nazistas) obtiveram apenas 779 votos nas eleições gerais de 1927. O agrupamento mais forte além dos social-democratas era a Coalizão da Unidade liderada pelo Partido Social Cristão, mas incluindo os nacionalistas alemães e os grupos de Riehl e Schulz. Ao longo desses anos, houve freqüentes atos graves de violência entre as várias facções armadas e as pessoas foram regularmente mortas. Na eleição geral de 1930, os social-democratas eram o maior partido individual. O Partido Social Cristão ficou em segundo lugar, mas permaneceu no cargo em uma coalizão com partidos menores. Os nacional-socialistas austríacos ligados ao NSDAP de Hitler receberam apenas 3,6% dos votos e não conseguiram entrar no Parlamento. Nos anos seguintes, os nazistas ganharam votos às custas dos vários grupos nacionais alemães, que também queriam a unidade com a Alemanha. Depois de 1930, o NSDAP de Hitler dobrou seu número de membros a cada ano por causa da crise econômica. Um de seus slogans era: "500.000 desempregados - 400.000 judeus - saída simples; vote no nacional-socialista".

## Ditadura, guerra civil e banimento dos nacional-socialistas

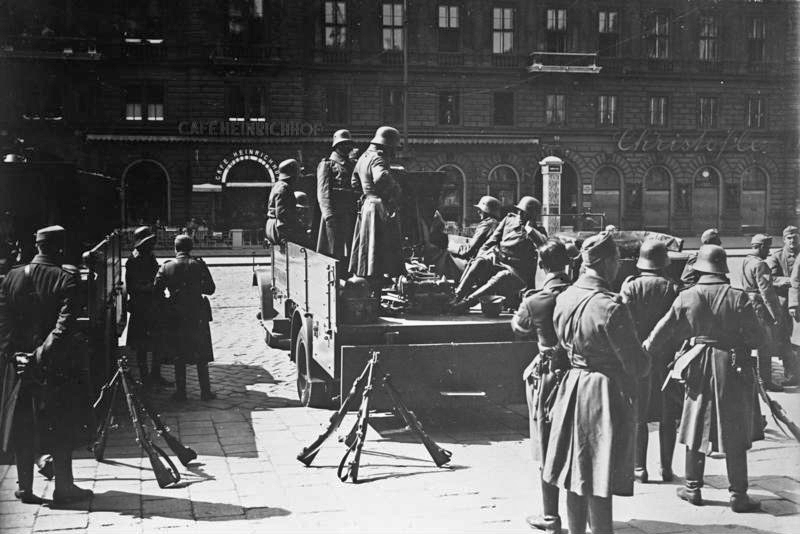
Soldados do Exército Federal Austríaco em Viena em fevereiro de 1934

O Partido Social Cristão governou desde 1932 e o chanceler Engelbert Dollfuß os liderou desde 1932. Os social-democratas não eram mais sua única ameaça. O chanceler e padre anterior Ignaz Seipel havia trabalhado para um estado autoritário. Seipel baseou-se nas Encíclicas papais, Rerum novarum (1891) e Quadragesimo anno (1931). A abolição do sistema parlamentar era necessária para isso. Uma crise no parlamento austríaco em 4 de maio de 1933 deu a Dollfuß a oportunidade que ele desejava.
Mais tarde, em maio de 1933, a União Social Cristã foi convertida em Frente Patriótica. A Frente Patriótica era uma organização política, supostamente acima de considerações partidárias, católica romana e veementemente antimarxista. Pretendia representar todos os austríacos que eram fiéis à sua terra natal. Em uma semana, o Partido Comunista Austríaco foi banido e, antes do final do mês, a organização paramilitar republicana e as Organizações de Livres Pensadores foram banidas junto com vários outros grupos. Os nazistas não conseguiram obter mais de 25% dos votos nas eleições locais na maioria das áreas. Em Zwettl e Innsbruck, no entanto, eles obtiveram mais de 40% e tentaram alavancar isso como base para a agitação contra a Frente Patriótica governante. Apoiadores nazistas geraram uma onda de terrorismo que atingiu o auge no início de junho, com quatro mortes e 48 feridos.

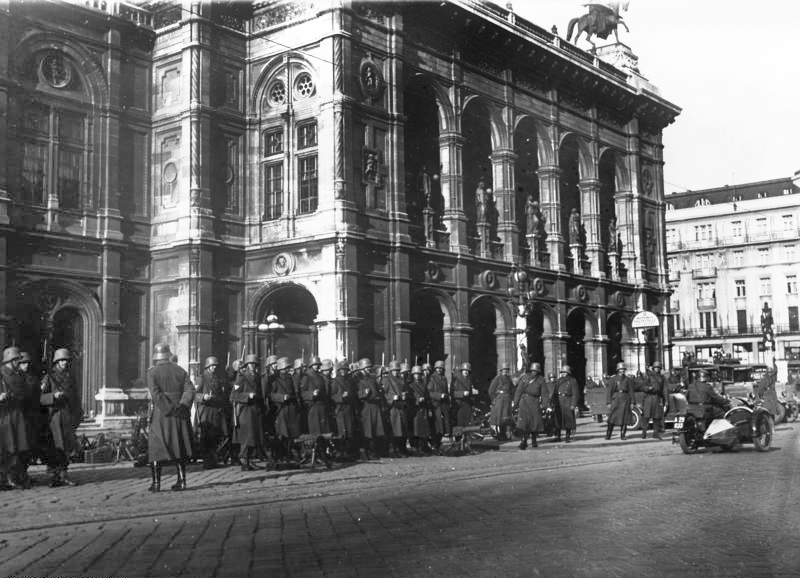
Tropas austríacas tomando posição em fevereiro de 1934

Na Alemanha, Hitler tornou-se chanceler no início de 1933. Os sociais-democratas excluíram qualquer intenção de cooperar com a Alemanha de seu programa partidário. Os nazistas fugiram para a Baviera depois que seu partido foi banido da Áustria e lá fundaram a Legião Austríaca. Os nazistas lá tinham campos de estilo militar e treinamento militar. Os terroristas nazistas na Áustria receberam apoio financeiro, logístico e material da Alemanha. O governo alemão submeteu a Áustria a uma agitação sistemática. Após a expulsão do Ministro da Justiça da Baviera em maio de 1933, os cidadãos alemães foram obrigados a pagar mil marcos ao governo alemão antes de viajar para a Áustria. O Partido Nazista Austríaco foi banido em junho após um ataque com granada de mão em Krems. O terrorismo nazista diminuiu depois disso, embora mais cinco pessoas tenham sido mortas e 52 feridas até o final do ano.
Em 12 de fevereiro de 1934, houve um violento confronto em Linz com graves consequências. Membros de um grupo paramilitar que atuava para auxiliar a polícia queriam entrar em um prédio dos social-democratas ou na casa de um membro do partido. Eles queriam encontrar quaisquer armas pertencentes aos paramilitares social-democratas que já haviam sido banidas. A violência se espalhou por todo o país e evoluiu para uma guerra civil. A polícia e seus partidários paramilitares junto com o exército venceram o confronto em 14 de fevereiro. Houve muitas prisões. Os tribunais constitucionais foram abolidos, os sindicatos e o Partido Social Democrata foram banidos e a pena de morte foi reintroduzida. Depois que a oposição política foi suprimida, a República Austríaca foi transformada no Austrofacista Ständestaat. A Maiverfassung autoritária (Constituição de maio) foi proclamada em 1º de maio.

### Tentativa de golpe nazista e crescente influência alemã

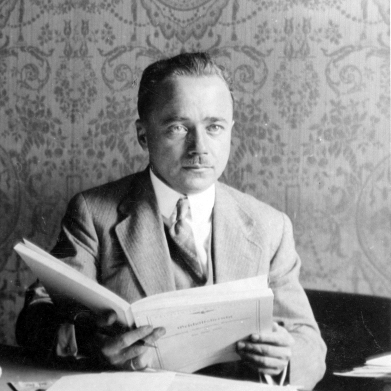
Engelbert Dollfuss

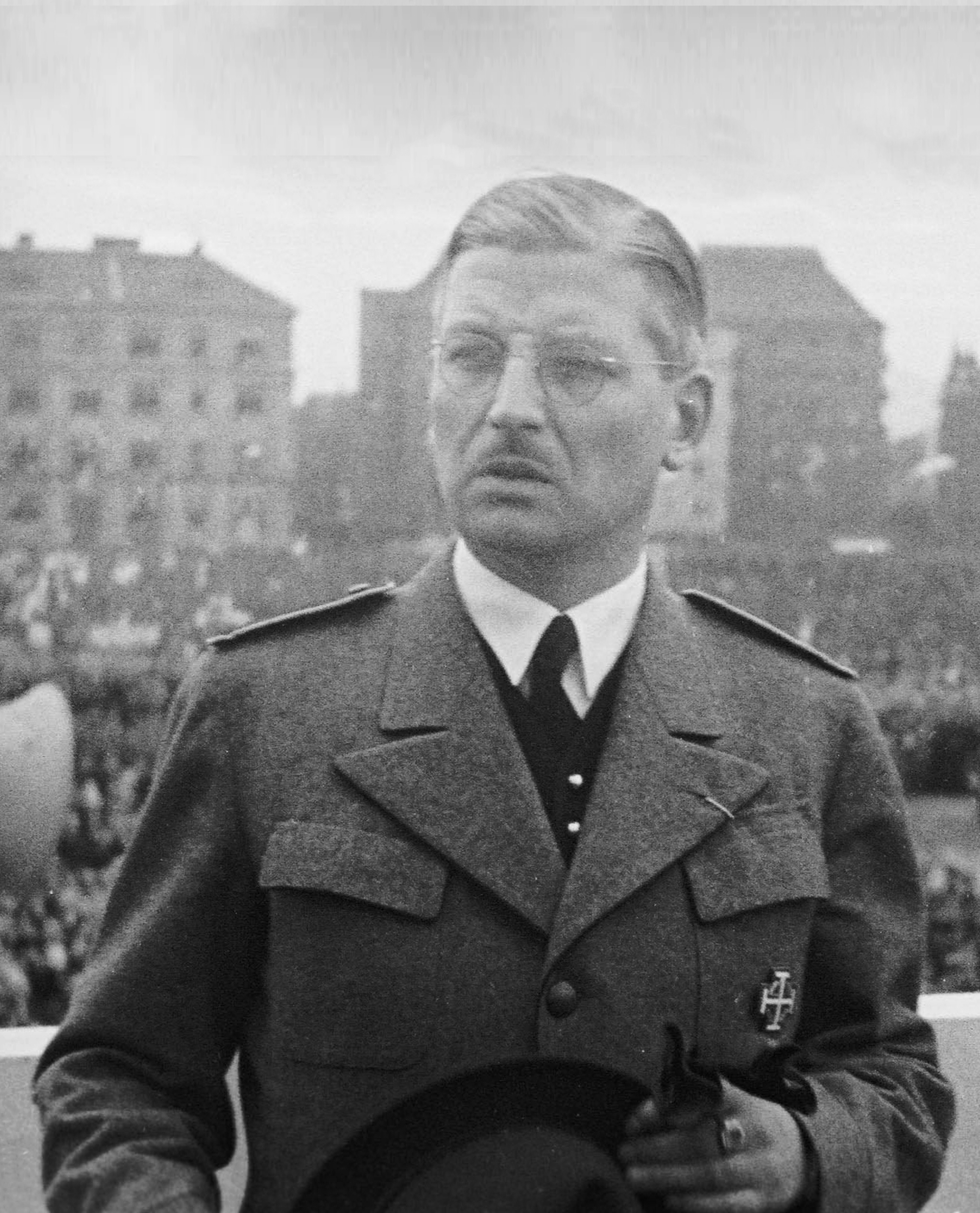
Kurt Schuschnigg

Desde o início de 1934, houve uma nova onda de ataques terroristas nazistas na Áustria. Desta vez, as instituições governamentais foram muito mais visadas do que os indivíduos. Na primeira metade de 1934, 17 pessoas morreram e 171 ficaram feridas. Em 25 de julho, os nazistas tentaram um golpe sob a liderança das SS austríacas. Cerca de 150 membros da SS forçaram a entrada no gabinete do chanceler em Viena. Dollfuß foi baleado e morreu algumas horas depois devido aos ferimentos. Outro grupo ocupou o prédio da Rádio Nacional Austríaca e forçou a declaração de que o governo de Dollfuß havia caído e Anton Rintelen era o novo chefe de governo. Anton Rintelen pertencia ao Partido Social Cristão, mas é suspeito de simpatizar com o nazismo. Este relatório falso pretendia iniciar uma revolta nazista em todo o país, mas foi apenas parcialmente bem-sucedida.
Houve combates consideráveis em partes da Caríntia, Estíria e Alta Áustria e resistência limitada em Salzburgo. Na Caríntia e na Estíria, os combates duraram de 27 a 30 de julho. Alguns membros da Legião Austríaca tentaram sair da Baviera sobre Mühlviertel, uma parte da Alta Áustria, e em direção a Linz. Eles foram forçados a voltar para a fronteira em Kollerschlag. Em 26 de julho, um mensageiro alemão foi preso na passagem de Kollerschlag, na Alta Áustria. Ele tinha consigo instruções documentadas para a revolta. Este chamado Documento Kollerschlag demonstrou claramente a conexão da revolta de julho com a Baviera.
O exército, a gendarmeria e a polícia reprimiram a revolta com pesadas baixas. Do lado do governo, houve 107 mortos e 500 feridos. Do lado rebelde houve 140 mortos e 600 feridos. Treze rebeldes foram executados e 4.000 pessoas foram presas sem julgamento. Muitos milhares de partidários do partido nazista foram presos. Até 4.000 fugiram pela fronteira para a Alemanha e a Iugoslávia. Kurt Schuschnigg tornou-se o novo chanceler.
Na Baviera, muitas seções da legião austríaca foram oficialmente fechadas. Na realidade, eles foram apenas empurrados para o norte e renomeados como “Assistência Noroeste”. Hitler ordenou tropas na fronteira austríaca, preparadas para um ataque militar em grande escala à Áustria para apoiar os nacional-socialistas. A Itália fascista estava mais ligada ao regime em Viena e enviou tropas para a fronteira austríaca em Brenner para dissuadir as tropas alemãs de uma possível invasão da Áustria. A princípio, Hitler ficou dividido entre prosseguir com a invasão ou retirar a fronteira. Hitler percebeu que o exército alemão não estava preparado para enfrentar os austríacos e o exército italiano. Hitler ordenou que a força fosse retirada da fronteira austríaca. O governo alemão afirmou que não tinha nada a ver com a revolta. A Alemanha apenas admitiu que estava tentando subverter o sistema político austríaco por meio de pessoas de confiança. Eles continuaram a apoiar o partido nazista ilegal, mas os simpatizantes que não pertenciam ao partido eram mais significativos. Isso incluiu, entre outros, Taras Borodajkewycz, Edmund Glaise-Horstenau, Franz Langoth, Walther Pembauer e Arthur Seyß-Inquart.
Para acalmar a mente de Schuschnigg, Hitler declarou ao Reichstag em maio de 1935: "A Alemanha não pretende nem deseja interferir nos assuntos internos da Áustria, anexar a Áustria ou concluir um Anschluss." 
A Itália começou sua conquista da Abissínia (a Segunda Guerra Ítalo-Etíope) em outubro de 1935. Depois disso, Mussolini foi isolado internacionalmente e fortaleceu suas relações com Hitler. A governante Frente Patriótica Austríaca perdeu um importante aliado. Apesar do assassinato de Engelbert Dollfuß, seu sucessor, o chanceler Kurt Schuschnigg, teve que melhorar as relações com o governo alemão. Como seu antecessor, ele queria manter a independência da Áustria. Ele via a Áustria como o segundo estado alemão e o melhor estado, pois foi fundado no catolicismo romano.
Em julho de 1936, Schuschnigg aceitou o Acordo de julho com a Alemanha. Nazistas presos foram libertados e alguns jornais nazistas, que haviam sido proibidos, foram autorizados a entrar na Áustria. O Partido Nazista permaneceu banido. Schuschnigg comprometeu-se ainda a permitir que duas pessoas em quem os nazistas confiavam no governo. Edmund Glaise-Horstenau tornou-se Ministro dos Assuntos Nacionais e Guido Schmidt tornou-se Secretário de Estado do Ministério das Relações Exteriores. Arthur Seyß-Inquart foi levado ao Conselho de Estado legislativo. A Alemanha rescindiu a exigência de pagamento de mil marcos para entrada na Áustria. A transformação do Estado austrofascista através dos nazistas foi ainda mais aprofundada em 1937, quando se tornou possível que eles se juntassem à Frente Patriótica. Em toda a Áustria, unidades políticas foram criadas e algumas foram lideradas por nazistas. Este foi um disfarce legal para a reorganização.
O nativo austríaco nascido Hitler escreveu em Mein Kampf na primeira página do livro: "A Áustria alemã deve retornar à grande pátria alemã" e "o sangue comum pertence a um Reich comum". A partir de 1937 ficou claro para os nazistas que não demoraria muito para que a Áustria fosse incorporada à Alemanha Nazista. Sua estratégia, delineada no Memorando de Hossbach, incluía a anexação da Áustria e da parte dos Sudetos da Tchecoslováquia para ganhar Lebensraum ("espaço vital"). Hitler disse a Goebbels no final do verão que a Áustria mais cedo ou mais tarde seria tomada "à força". 
Em fevereiro de 1938 Franz von Papen, o embaixador alemão em Viena marcou um encontro entre Hitler e Schuschnigg em Obersalzberg em Gaden na Baviera. Hitler ameaçou repetidamente invadir a Áustria e forçou Schuschnigg a implementar uma série de medidas favoráveis ao nazismo austríaco. O Acordo de Gaden garantiu a liberdade política do Partido Nazista Austríaco e ajudou Arthur Seyß-Inquart a se tornar Ministro do Interior (Innenminister). Schuschnigg se esforçou para manter a integridade nacional austríaca, apesar do aumento constante da influência alemã. Em 9 de março de 1938, ele anunciou que queria realizar um referendo consultivo sobre a independência da Áustria no domingo seguinte. Hitler respondeu mobilizando o 8º Exército para a invasão planejada. Edmund Glaise-Horstenau, que na época estava em Berlim, trouxe de lá o ultimato de Hitler e Göring o reforçou com uma mensagem telefônica para Schuschnigg. O governo alemão exigiu o adiamento ou abandono do referendo. Schuschnigg concedeu na tarde de 11 de março. Então Hitler exigiu sua renúncia, que aconteceu na mesma noite.

## Anexação da Áustria à Alemanha nazista

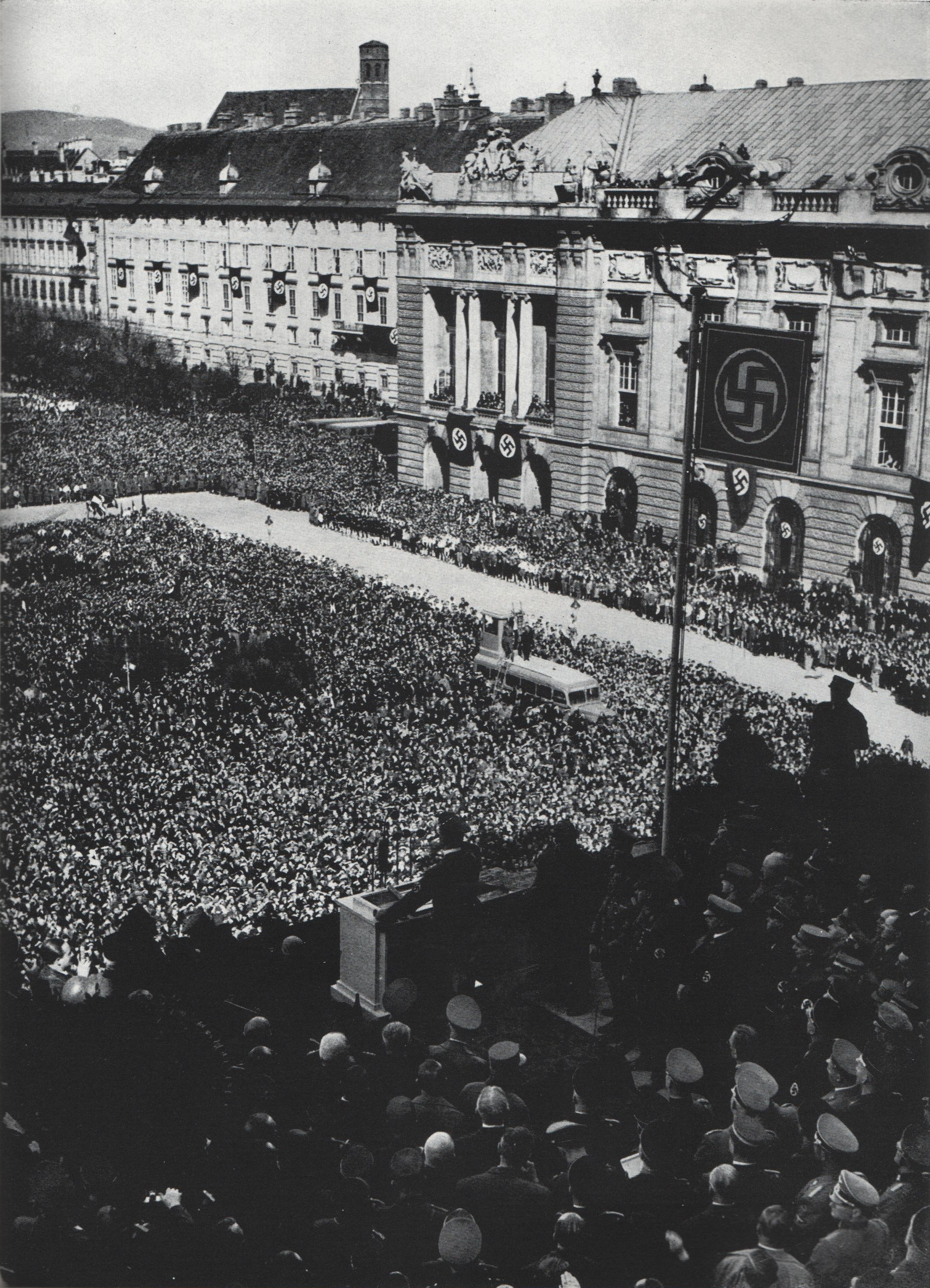
Milhares de austríacos reunidos para ouvir a proclamação de Hitler sobre o Anschluss

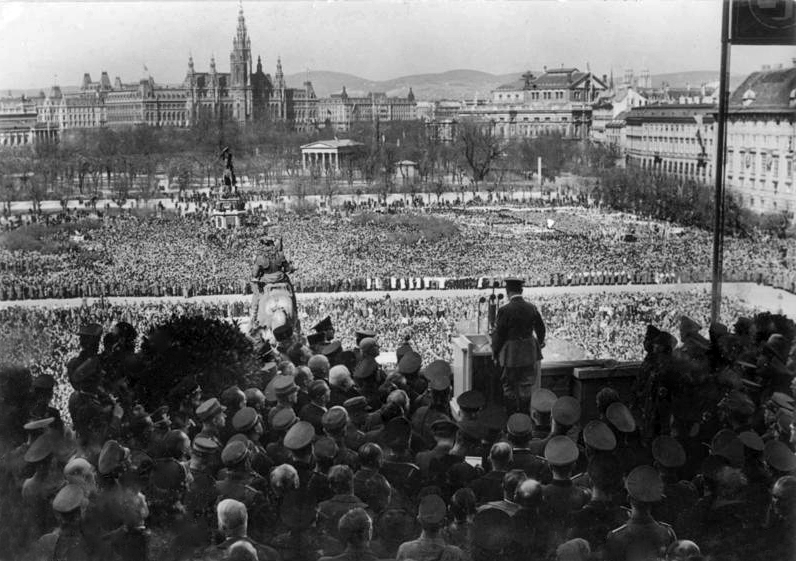
Adolf Hitler anunciando o Anschluss em 15 de março de 1938

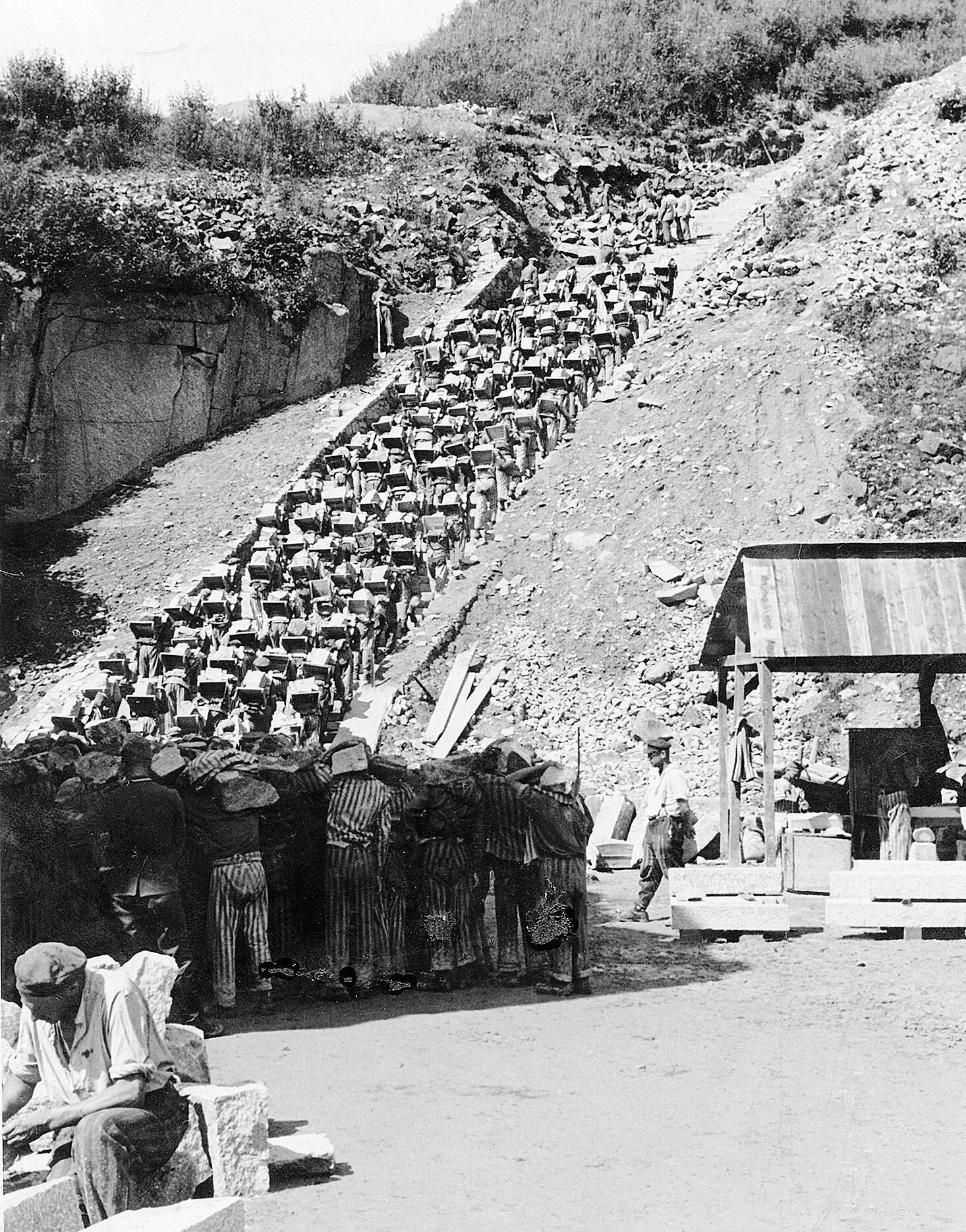
A "Escada da Morte" em Mauthausen-Gusen, onde os prisioneiros eram forçados a carregar um bloco de granito por 186 degraus até o topo da pedreira

Depois que Schuschnigg deixou o cargo, o presidente federal Wilhelm Miklas pediu a Arthur Seyß-Inquart que formasse um novo governo como os alemães exigiam. De 11 a 13 de março liderou o governo austríaco e completou o Anschluss. Na manhã de 12 de março, tropas e policiais alemães fortemente armados cruzaram a fronteira austríaca, num total de cerca de 25.000. Grandes setores da população austríaca ficaram muito satisfeitos em vê-los. Em Viena, Aspern conheceu Heinrich Himmler da SS acompanhado por muitos policiais e oficiais da SS para assumir a polícia austríaca. Apoiadores do Partido Nazista Austríaco junto com membros das SS e SA ocuparam prédios públicos e escritórios em toda a Áustria sem um período de transição previamente planejado. A formação do Grande Reich Alemão foi anunciada da sacada da Casa do Conselho em Linz. No dia seguinte, 13 de março de 1938, a segunda sessão do Governo aprovou a “Lei da Reunificação com a Alemanha”. O presidente federal Miklas se recusou a endossá-lo e renunciou. Seyß-Inquart era agora chefe de Estado em exercício. Ele poderia fazer suas próprias leis e publicá-las. Antes que a noite terminasse, Hitler assinou uma lei que tornava a Áustria uma província alemã.
Em 15 de março, Hitler, que havia passado os dois dias anteriores em sua cidade natal, Braunau am Inn, fez uma entrada triunfal em Viena e fez um discurso na Heldenplatz diante de dezenas de milhares de torcedores, no qual se gabou de sua " maior realização": "Como líder e chanceler da nação alemã e do Reich, anuncio à história alemã agora a entrada de minha pátria no Reich alemão."  Ernst Kaltenbrunner, da Alta Áustria, condenado à morte em 1946 nos julgamentos de Nuremberg, foi promovido SS-Brigadeführer e líder da SS da Áustria. A partir de 12 de março e nas semanas seguintes, 72.000 pessoas foram presas, principalmente em Viena, entre elas políticos da Primeira República, intelectuais e sobretudo judeus. As instituições judaicas foram fechadas.
Josef Bürckel, anteriormente Reichskommissar para a reunificação do Protetorado de Sarre, foi nomeado por Hitler para reorganizar o Partido Nazista na Áustria  e em 13 de março como "Reichskommissar para a reunificação da Áustria com o Império Alemão". 
Em março de 1938, o Gauleiter local de Gmunden, na Alta Áustria, fez um discurso aos austríacos locais e disse-lhes que os "traidores" da Áustria seriam jogados no recém-inaugurado campo de concentração de Mauthausen.  Ao todo, 200.000 pessoas foram mortas no acampamento. 
O sentimento Anticiganismo da Alemanha Nazista foi implementado inicialmente de forma mais dura na recém-anexada Áustria, quando entre 1938 e 1939 os nazistas prenderam cerca de 2.000 homens ciganos que foram enviados para Dachau e 1.000 mulheres ciganas que foram enviadas para Ravensbrück.  No final de outubro de 1939, todos os ciganos austríacos foram obrigados a se registrar.  Entre 1938-39, os nazistas realizaram exames raciais contra a população cigana.  Até 1941, os nazistas faziam uma distinção entre "Ciganos puros" e "Gypsy Mischlinge". No entanto, a pesquisa racial nazista concluiu que 90% dos ciganos eram de ascendência mista.  Assim, depois de 1942, os nazistas discriminaram os ciganos no mesmo nível que os judeus com uma variedade de leis de discriminação. 

## Plebiscito

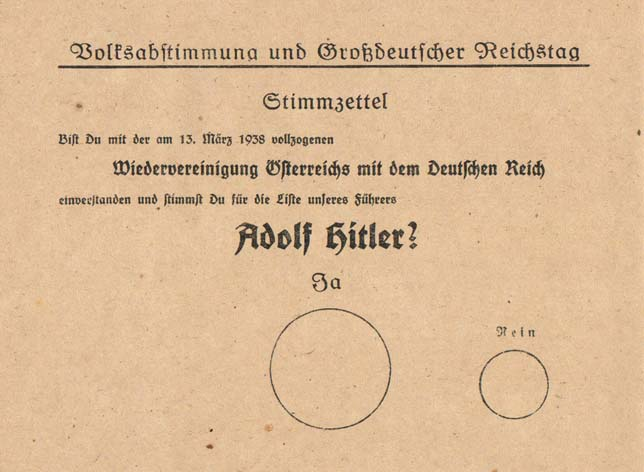
Cédula de referendo, com um layout criado para incentivar as pessoas a votar no "Sim"

Um referendo para ratificar a anexação foi marcado para 10 de abril, precedido por uma grande campanha de propaganda. O próprio Hitler, Joseph Goebbels, Hermann Göring, Rudolf Hess e muitas outras figuras importantes do regime nazista fizeram discursos. A imprensa e o rádio controlados fizeram campanha pelo voto Sim à "Reunião da Alemanha e da Áustria". Austríacos proeminentes como o cardeal Theodor Innitzer, que assinou uma declaração dos bispos com Heil Hitler, e o social-democrata Karl Renner promoveram a aprovação. Os bispos da Áustria endossaram o Anschluss.  Em resposta a um pedido do governo nazista, um dia antes do referendo, todas as igrejas da Áustria dobraram seus sinos em apoio a Hitler. 
De acordo com registros oficiais, 99,73% votaram Sim na Áustria e na Alemanha 99,08% votaram pela anexação. 
Excluídos do referendo estavam cerca de 8% dos eleitores austríacos: cerca de 200.000 judeus e cerca de 177.000 Mischlinge (pessoas com pais judeus e "arianos") e todos aqueles que já haviam sido presos por motivos "raciais" ou políticos. 

## Antissemitismo

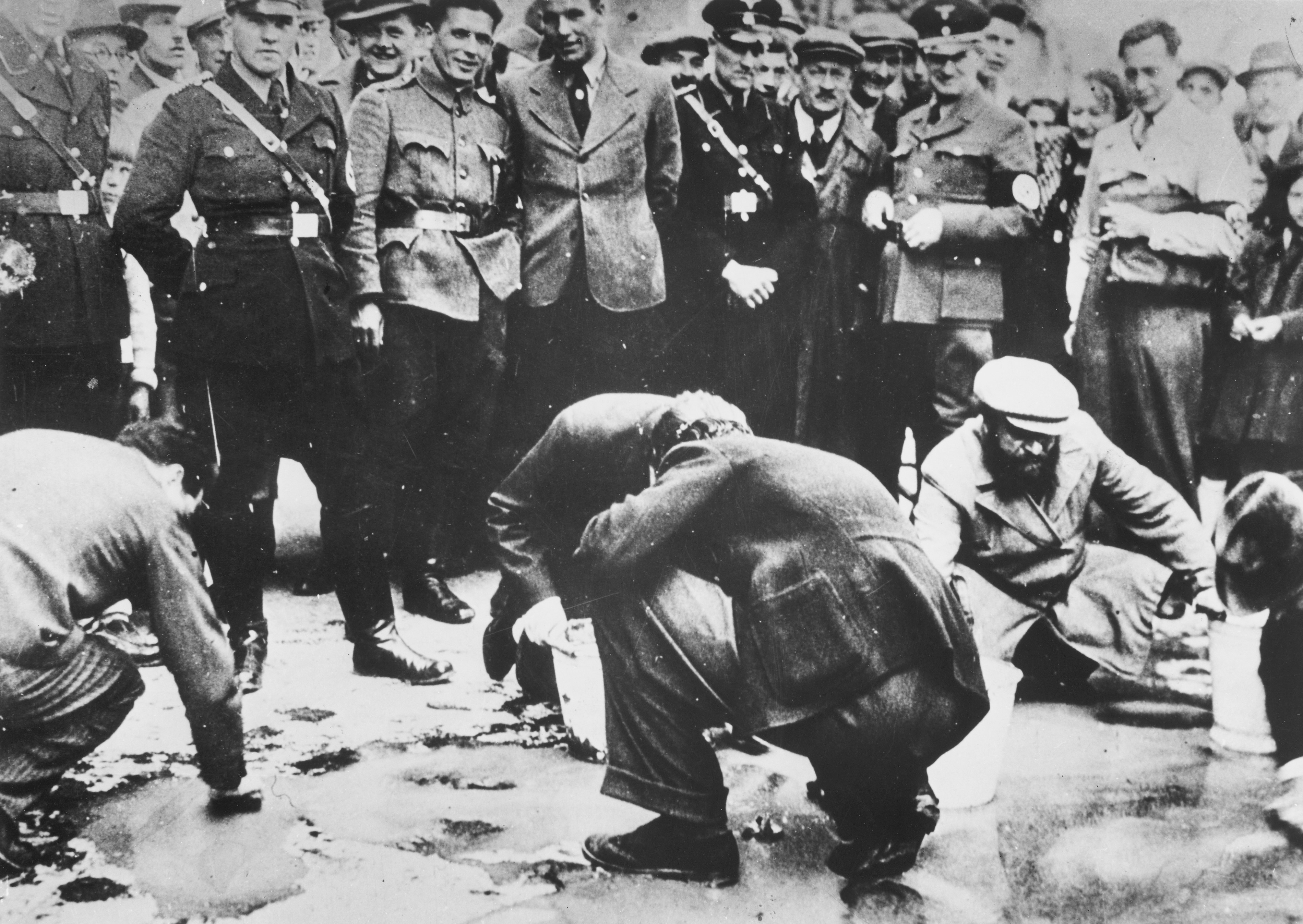
Civis e pessoal uniformizado observando como os judeus são forçados a limpar as calçadas

O antissemitismo contra os judeus austríacos teve uma longa história na Áustria. A violência anti-semita em massa ocorreu imediatamente depois que os alemães cruzaram a fronteira para a Áustria. No dia seguinte ao plebiscito, um correspondente britânico estimou que 100.000 vienenses estavam invadindo o bairro judeu gritando "Morte aos judeus!"  No rico distrito de Währing, as mulheres judias receberam ordens de vestir seus casacos de pele e esfregar as ruas enquanto os oficiais urinavam nelas, enquanto multidões de austríacos e alemães aplaudiam. 
O processo de arianização começou imediatamente, cerca de 1.700 veículos motorizados foram apreendidos de seus proprietários judeus entre 11 de março e 10 de agosto de 1938. Até maio de 1939, o governo confiscou cerca de 44.000 apartamentos em posse judaica.
Muitos foram despojados de suas lojas e apartamentos, para onde se mudaram os que os haviam roubado, auxiliados pelas SA e fanáticos. Os judeus foram forçados a vestir suas melhores roupas e, de quatro com escovas, limpar as calçadas de slogans anti-Anschluss.
Os pogroms da Kristallnacht ("Noite dos Cristais") de novembro de 1938 foram especialmente brutais na Áustria; a maioria das sinagogas de Viena foi incendiada à vista do público e dos bombeiros. 
O anti-semitismo era generalizado até mesmo nos mais altos cargos do governo. Karl Renner, que foi o primeiro chanceler da Áustria republicana, deu as boas-vindas ao Anschluss em 1938. Após a guerra, Renner tornou-se novamente o chefe de estado austríaco; ele permaneceu anti-semita, mesmo com judeus retornados e sobreviventes de campos de concentração. Marko Feingold, sobrevivente do campo de concentração e presidente da Comunidade Judaica de Salzburgo, declarou em 2013: "Karl Renner, afinal o primeiro presidente federal da Segunda República, há muito era conhecido no partido como um anti-semita. Ele não queria nós, campistas de concentração, em Viena depois da guerra e também disse francamente que a Áustria não daria nada em troca a eles."    Apesar de suas ações controversas, muitos locais na Áustria continuam levando seu nome; ele também é o homônimo do Prêmio Karl Renner.   

## Participação austríaca no Holocausto e forças armadas nazistas
A maioria dos burocratas que implementaram a Solução Final eram austríacos. 
De acordo com Thomas Berger, professor de relações internacionais na Escola Frederick S. Pardee de Estudos Globais da Universidade de Boston, as pessoas envolvidas na Solução Final eram desproporcionalmente austríacas. Ele disse: "A Áustria representava cerca de 8 por cento da população do Terceiro Reich, mas cerca de 13 por cento da SS, cerca de 40 por cento do pessoal dos campos de concentração e até 70 por cento das pessoas que chefiavam os campos de concentração eram de origem austríaca." 
O cientista político David Art, da Universidade Tufts também afirma que os austríacos representavam 8% da população da Alemanha nazista, 13% da SS e 40% do pessoal dos campos de extermínio; mas que 75% dos comandantes dos campos de concentração eram austríacos. 
O maior campo de concentração da Áustria era o complexo de Mauthausen-Gusen, com mais de 50 subcampos, entre eles o campo de concentração de Ebensee, KZ – Nebenlager Bretstein, o subcampo de Steyr-Münichholz e o AFA-Werke. O assassinato em massa foi praticado no Castelo Hartheim perto de Linz, onde ocorreu o programa de assassinato Aktion T4 (eutanásia involuntária), e na clínica Am Spiegelgrund em Viena, onde mais de 700 crianças deficientes foram assassinadas.
Antes do Anschluss, a ala militar do partido nazista austríaco, a SS austríaca, era uma organização terrorista ativa. Após o Anschluss, os exércitos austríaco e alemão de Hitler foram totalmente integrados. Durante a guerra, 800.000 austríacos se ofereceram como voluntários para a Alemanha nazista na Wehrmacht e outros 150.000 austríacos se juntaram à ala militar do partido nazista, conhecida como Waffen-SS. 

## Austríacos proeminentes no regime nazista
Os seguintes austríacos estavam entre aqueles que desempenharam um papel ativo no regime nazista:
- Adolf Hitler foi chanceler alemão de 1933 a 1945 e Führer ("Líder") de 2 de agosto de 1934 a 30 de abril de 1945.
- Ernst Kaltenbrunner substituiu Heydrich em janeiro de 1943 como líder do Reichssicherheitshauptamt (RSHA).
- Arthur Seyß-Inquart organizou e cobriu vários crimes nazistas na Holanda.
- Odilo Globocnik foi chefe da SS e da polícia desde 1939 na Polônia, onde supervisionou a construção dos quatro campos de extermínio nazistas em Bełżec, Sobibor, Treblinka e Majdanek. Ele foi um dos principais responsáveis pelo assassinato de cerca de 2 milhões de judeus poloneses ("Aktion Reinhardt").
- Franz Josef Huber, nomeado chefe da Sicherheitspolizei (Polícia de Segurança; SiPo) e da Gestapo para Viena, as regiões "Baixo Danúbio" e "Alto Danúbio".
- August Eigruber, Gauleiter da Alta Áustria.
- Alexander Löhr, comandante da Luftflotte 4, realizou o bombardeio de Belgrado em abril de 1941.
- Hermann Neubacher foi um político nazista austríaco que ocupou vários cargos diplomáticos. Durante a Segunda Guerra Mundial, ele foi nomeado o principal funcionário do Ministério das Relações Exteriores da Alemanha para a Grécia e os Bálcãs (incluindo Sérvia, Albânia e Montenegro ).
- Lothar Rendulic era um comandante de grupo do exército na Wehrmacht durante a Segunda Guerra Mundial. Rendulic foi um dos três austríacos que ascenderam ao posto de Generaloberst (coronel-general) nas forças armadas alemãs. Os outros dois foram Alexander Löhr e Erhard Raus.
- Wolfgang Abel, professor de biologia racial na Universidade de Berlim, esteve envolvido na esterilização compulsória dos chamados Bastardos da Renânia. Durante a guerra, ele realizou análises raciais em 7.000 prisioneiros de guerra soviéticos em nome do alto comando do exército.
- Heinrich Gross escreveu perícias sobre "vidas indignas" e realizou experimentos mortais em Am Spiegelgrund com crianças deficientes.
- Alois Brunner foi um oficial austríaco da Schutzstaffel (SS) que trabalhou como assistente de Adolf Eichmann.
- Karl Silberbauer prendeu Anne Frank em 1944.
- Edmund Glaise-Horstenau foi um oficial austríaco do Exército Austro-Húngaro, último vice-chanceler da Áustria antes do Anschluss de 1938, historiador militar, arquivista e general da Wehrmacht durante a Segunda Guerra Mundial.
- Os gauleiters austríacos Hugo Jury, Franz Hofer e Friedrich Rainer também participaram de crimes nazistas.

## Resistência austríaca
Uma pequena minoria da população austríaca participou ativamente da resistência contra o nazismo.  O historiador austríaco Helmut Konrad estimou que de uma população austríaca de 6,8 milhões em 1938, havia cerca de 100.000 opositores austríacos ao regime que foram condenados e presos, e uma filiação austríaca ao Partido Nazista de 700.000. 
Os grupos de resistência austríacos eram frequentemente separados ideologicamente e refletiam o espectro dos partidos políticos antes da guerra. Além dos grupos de resistência armada, havia um forte grupo de resistência comunista, grupos próximos à Igreja Católica, grupos dos Habsburgos e grupos de resistência individuais na Wehrmacht. A maioria dos grupos de resistência foi exposta pela Gestapo e os membros foram executados.
O grupo individual mais espetacular da resistência austríaca era aquele em torno do padre Heinrich Maier. Por um lado, esse grupo de resistência católica muito bem-sucedido queria reviver a monarquia dos Habsburgos após a guerra (- conforme planejado por Winston Churchill e posteriormente combatido por Joseph Stalin) e transmitiu com muito sucesso planos e instalações de produção para foguetes V-2, tanques Tiger e aeronaves (Messerschmitt Bf 109, Messerschmitt Me 163 Komet, etc.) para os Aliados. Com os esboços de localização das instalações de produção, os bombardeiros aliados foram capazes de realizar ataques aéreos precisos e, assim, proteger áreas residenciais. Em contraste com muitos outros grupos de resistência alemães, o grupo Maier informou muito cedo sobre o assassinato em massa de judeus por meio de seus contatos com a fábrica Semperit perto de Auschwitz.     
Um sinal da resistência austríaca era O5, onde o 5 significa E e OE é a abreviação de Österreich com Ö como OE. Este sinal pode ser visto no Stephansdom em Viena.

## Austríacos no exílio
De março a novembro de 1938, 130.000 pessoas conseguiram escapar legal ou ilegalmente da Áustria. Entre os artistas emigrados mais famosos, estavam os compositores Arnold Schönberg e Robert Stolz, os cineastas Leon Askin, Fritz Lang, Josef von Sternberg, Billy Wilder, Max Reinhardt, os atores Karl Farkas e Gerhard Bronner e os escritores Hermann Broch, Robert Musil, Anton Kuh e Franz Werfel. Friedrich Torberg, que testemunhou a invasão alemã ("Anschluss") em Praga, não voltou a Viena. Erich Fried voou com sua mãe para Londres depois que seu pai foi morto pela Gestapo em maio de 1938 durante um interrogatório. Stefan Zweig escapou via Londres, Nova York, Argentina e Paraguai para o Brasil, onde cometeu suicídio em fevereiro de 1942, junto com sua esposa Charlotte Altmann. O premiado pelo Nobel de Medicina de 1936, Otto Loewi, teve que devolver o dinheiro do prêmio antes de emigrar. Outros cientistas que foram para o exílio foram Sigmund Freud, Erwin Schrödinger, Kurt Gödel, Martin Buber, Karl Popper e Lise Meitner. Bruno Kreisky, que teve que deixar o país por motivos políticos e por causa de sua origem judaica, emigrou para a Suécia. Após seu retorno, ele serviu como chanceler austríaco de 1970 a 1983.

## Consequências
"Áustria - a primeira vítima dos nazistas" foi um slogan político usado pela primeira vez na Conferência de Moscou em 1943, que se tornou a base ideológica da Áustria e da autoconsciência nacional dos austríacos durante os períodos da ocupação aliada de 1945-1955 e o estado soberano da Segunda República Austríaca (1955-1980    ). Os fundadores da Segunda República Austríaca interpretaram esse slogan como significando que o Anschluss em 1938 foi um ato de agressão militar da Alemanha Nazista. O estado austríaco havia sido interrompido e, portanto, a recém-revivida Áustria de 1945 não poderia e não deveria ser responsável de forma alguma pelos crimes nazistas . A "teoria da vítima" formada em 1949 ( em alemão:  Opferthese, Opferdoktrin) insistiu que todos os austríacos, incluindo aqueles que apoiaram fortemente Hitler, foram vítimas involuntárias de um regime nazista e, portanto, não foram responsáveis por seus crimes.
A "teoria da vítima" tornou-se um mito fundamental da sociedade austríaca. Tornou possível que oponentes políticos anteriormente amargos – ou seja, os social-democratas e os católicos conservadores – se unissem e trouxessem ex-nazistas de volta à vida social e política pela primeira vez na história austríaca. Por quase meio século, o estado austríaco negou qualquer continuidade do regime político de 1938-1945, manteve ativamente o mito abnegado da nacionalidade austríaca e cultivou um espírito conservador de unidade nacional. A desnazificação do pós-guerra foi rapidamente encerrada; veteranos da Wehrmacht e da Waffen-SS ocuparam um lugar de honra na sociedade. A luta por justiça das vítimas reais do nazismo – em primeiro lugar os judeus – foi depreciada como uma tentativa de obter enriquecimento ilícito às custas de toda a nação.
Em 1986, a eleição de um ex-oficial de inteligência da Wehrmacht, Kurt Waldheim, como presidente federal colocou a Áustria à beira do isolamento internacional. Uma forte pressão externa e uma discussão política interna forçaram os austríacos a reconsiderar sua atitude em relação ao passado. Começando com a administração política da década de 1990 e seguida pela maioria do povo austríaco em meados dos anos 2000, a nação assumiu sua responsabilidade coletiva pelos crimes cometidos durante a ocupação nazista e abandonou oficialmente a "teoria da vítima".
Em 1984, em Lackenbach, quase 40 anos após o fim da guerra, foi inaugurado um memorial para o "Zigeuner-Anhaltelager" Romani. Um memorial em Kemeten ainda não foi iniciado. Antes da guerra, 200 ciganos viviam em Kemeten. Eles foram deportados em 1941; apenas cinco deles voltaram em 1945.
Em meados de 2004, a questão de como comemorar os 60 anos da morte de Robert Bernardis, baleado em 8 de agosto de 1944 após se envolver na conspiração de 20 de julho contra Hitler, gerou um conflito político. Políticos da oposição (SPÖ, Grüne), bem como algumas celebridades, sugeriram renomear um quartel como "Robert Bernardis-Kaserne", o que foi recusado pelos governantes ÖVP e FPÖ. O Ministro da Defesa Günther Platter (ÖVP) finalmente decidiu construir um memorial no pátio do Towarek-Barrack em Enns. A política verde Terezija Stoisits apontou que um quartel recebeu o nome do sargento austríaco Anton Schmid na Alemanha em 8 de maio de 2004. Schmid foi condenado à morte por uma corte marcial da Wehrmacht e foi baleado em 13 de abril de 1942, depois de salvar a vida de cem judeus no Gueto de Vilnius.
Nos primeiros anos após a guerra, muitos memoriais foram construídos em vários lugares, comemorando os soldados mortos na Segunda Guerra Mundial que supostamente lutaram por seu país. Para as vítimas do regime nazista, os memoriais só foram construídos muito mais tarde.
Desde 1992, existe a possibilidade de fazer Zivildienst (Serviço Nacional Alternativo) no Serviço Memorial do Holocausto Austríaco. Aproximadamente 15 pessoas são destacadas no arquivo do memorial do campo de concentração de Mauthausen e, alternativamente, no próprio campo. Em 1º de setembro de 1992, o primeiro militar austríaco do memorial do Holocausto começou a trabalhar no Museu Estadual de Auschwitz-Birkenau. Andreas Maislinger assumiu a ideia do Serviço de Reconciliação de Ação para a Paz (ARSP). Anualmente, cerca de 30 funcionários públicos são enviados para memoriais do Holocausto e instituições relacionadas na Europa, Israel, EUA, América do Sul e China pelo Serviço Memorial do Holocausto.
O maior memorial austríaco para a lembrança dos crimes nacional-socialistas é o campo de concentração de Mauthausen-Gusen. Parte do Museu de História Contemporânea de Ebensee, surgiu por iniciativa privada em 2001 e lembra as vítimas do campo de concentração de Ebensee.
Um estudo de 2019 da Claims Conference mostrou que 56% dos austríacos não sabem que 6 milhões de judeus foram assassinados no Holocausto e que 42% não estão familiarizados com o campo de concentração de Mauthausen, localizado a 146 quilômetros de Viena. 